# Charles Marville
Pour les articles homonymes, voir Marville et Bossu (homonymie).
Charles Marville est un illustrateur et photographe français, né Charles-François Bossu à Paris le 17 juillet 1813 et mort dans la même ville le 1er juin 1879. Il est principalement connu pour ses photographies de Paris avant et pendant les transformations de la ville sous le Second Empire, les grands travaux haussmanniens.

## Biographie
Né Charles-François Bossu, il débute comme illustrateur. On trouve quelques-uns de ses dessins dans La Seine et ses bords et La Saône et ses bords, deux ouvrages de Charles Nodier (1836), et dans Paul et Virginie de Bernardin de Saint-Pierre (édition de 1838), dans lequel il compose des vignettes, des lettrines ornementées et des paysages. Il collabore en parallèle à des magazines illustrés, dont Le Musée des Familles et Le Magasin Pittoresque. En 1842, il participe à la publication du Jardin des Plantes de Pierre Boitard. Il publie en tout plusieurs centaines de dessins gravés sur bois et édités dans divers livres et revues.
La création du calotype, nouveau procédé photographique qui à l'inverse du daguerréotype, permet la reproduction en nombre des clichés originaux, le conduit à la photographie, domaine où il acquiert rapidement une certaine notoriété. Il obtient en 1848 une première commande officielle de l'état : la copie en peinture d'un tableau de Lesueur. Il publie ses premières photographies d'architecture en 1850, puis chez Blanquart-Évrard à partir de 1851. Installé comme photographe, il tire aussi des clichés pour d'autres photographes, notamment  Jean-Baptiste Alary en Algérie, réalisant à cette occasion une série de calotypes. En 1853, il est choisi pour photographier le décor du mariage de Napoléon III avec Eugénie qui eut lieu à Notre-Dame. Il photographie le baptême de leur fils en 1856. En 1853-1854, il illustre également l'album Les bords du Rhin puis les séries Architecture et sculpture de l'art religieux, publiés par Blanquart-Evrard,. Il se signale comme « photographe du musée impérial du Louvre ». Il est ami d'Ingres qui lui confie la reproduction de ses tableaux. Il collabore également aux grands chantiers de restauration de cette époque, menés par les architectes Viollet-le-Duc, Paul Abadie ou le sculpteur Aimé Millet. Il prend ainsi en photos la Sainte-Chapelle, Notre-Dame de Paris ou d'autres cathédrales françaises.
En 1858, il est commandité comme « Photographe de la Ville de Paris » pour photographier les nouveaux aménagements de la ville, comme le nouveau bois de Boulogne. En 1865, il obtient la commande de photographier les nouveaux monuments parisiens et le mobilier urbain, puis, par le service des Travaux historiques qui vient d'être créé, la couverture d'un grand nombre de rues anciennes vieux Paris. Il réalise pour cela 425 clichés. Ce travail rassemble des vues des vieilles rues de Paris avant leur destruction lors des transformations de Paris sous le Second Empire et témoigne de l'insalubrité de la ville avant les travaux d'Haussmann. Pour une seconde commande de la ville de Paris consacrée aux nouvelles voies de la capitale et destinée à être montrée lors de l'Exposition universelle de 1878, il photographie notamment le percement de l'avenue de l'Opéra à la fin des années 1870. Il est aussi chargé de prendre en photo les ruines de l'Hôtel de Ville, incendié sous la Commune et les étapes de la reconstruction, ainsi que d'autres monuments incendiés.
Après sa mort en 1879, le fonds de son atelier, qui se situait au 75, rue Denfert-Rochereau, est racheté par le photographe Armand Guérinet.
Plusieurs centaines de plaques de verre de ses photographies sont conservées à la Bibliothèque historique de la ville de Paris et concernent les rues et monuments de Paris, commandés par la ville de Paris en 1865. Le musée Carnavalet conserve plus de 760 tirages de Charles Marville.

## Galerie

Photographies de Charles Marville
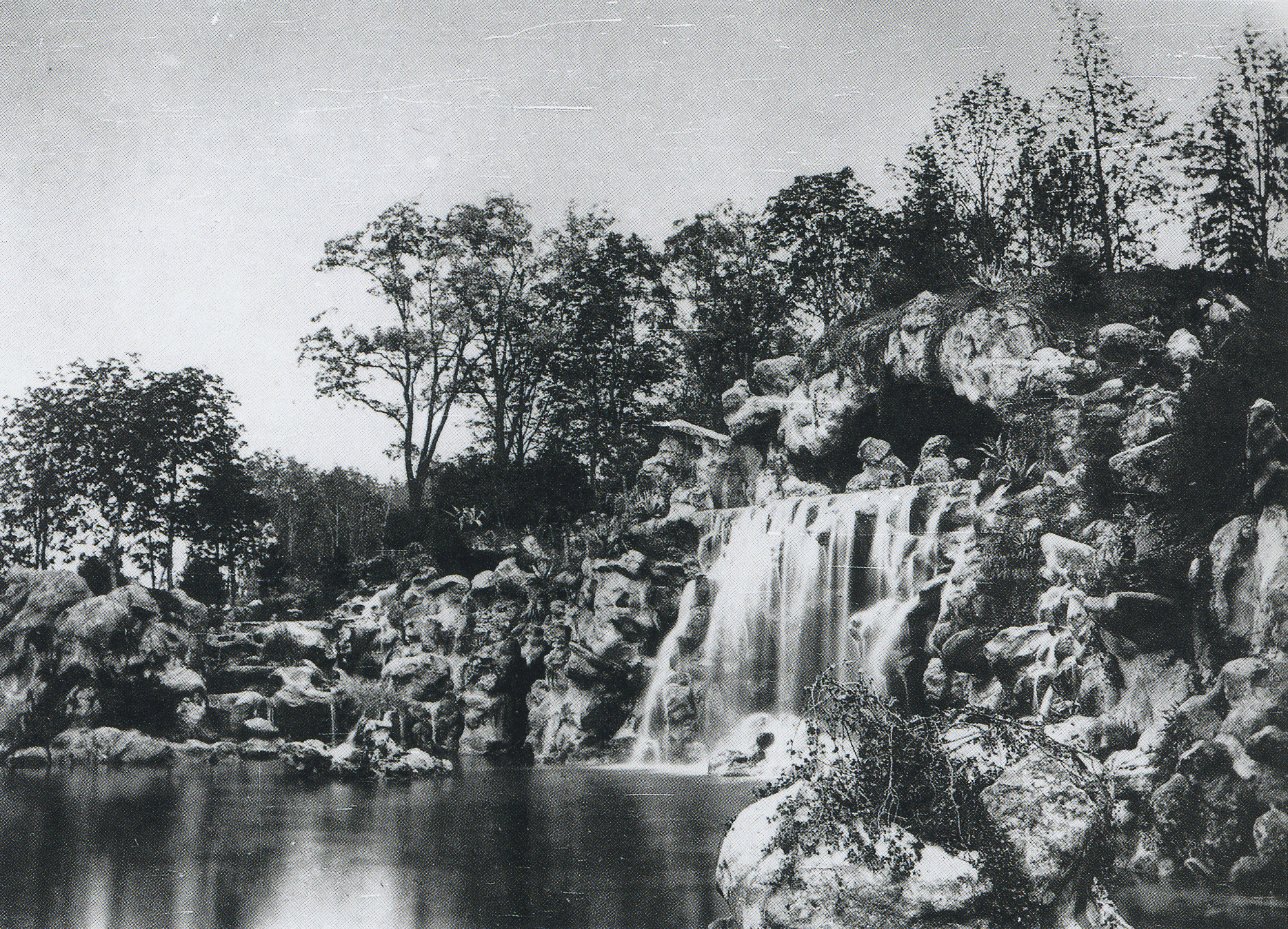
Grande cascade du Bois de Boulogne (1858).
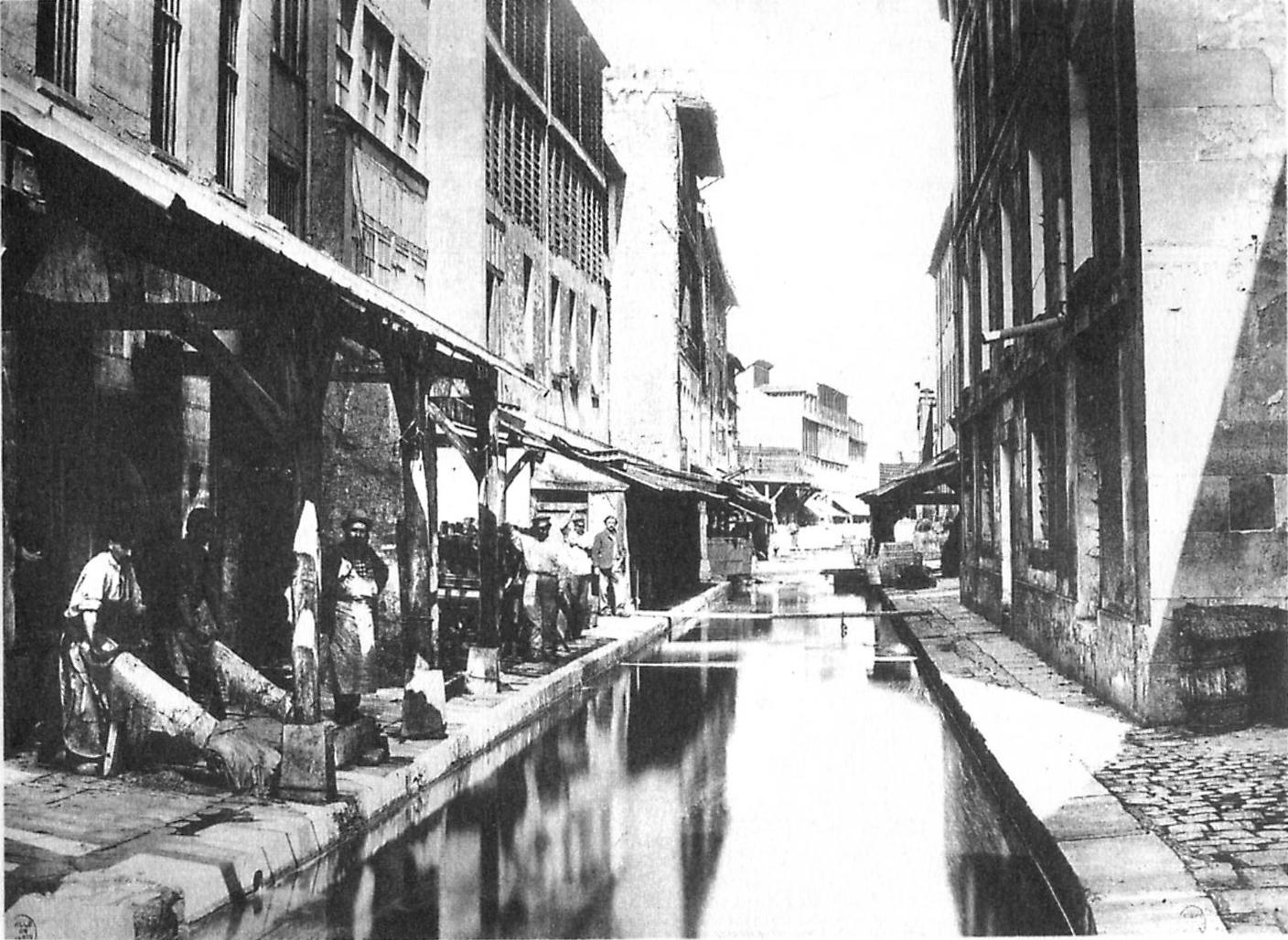
Tanneries sur la Bièvre.
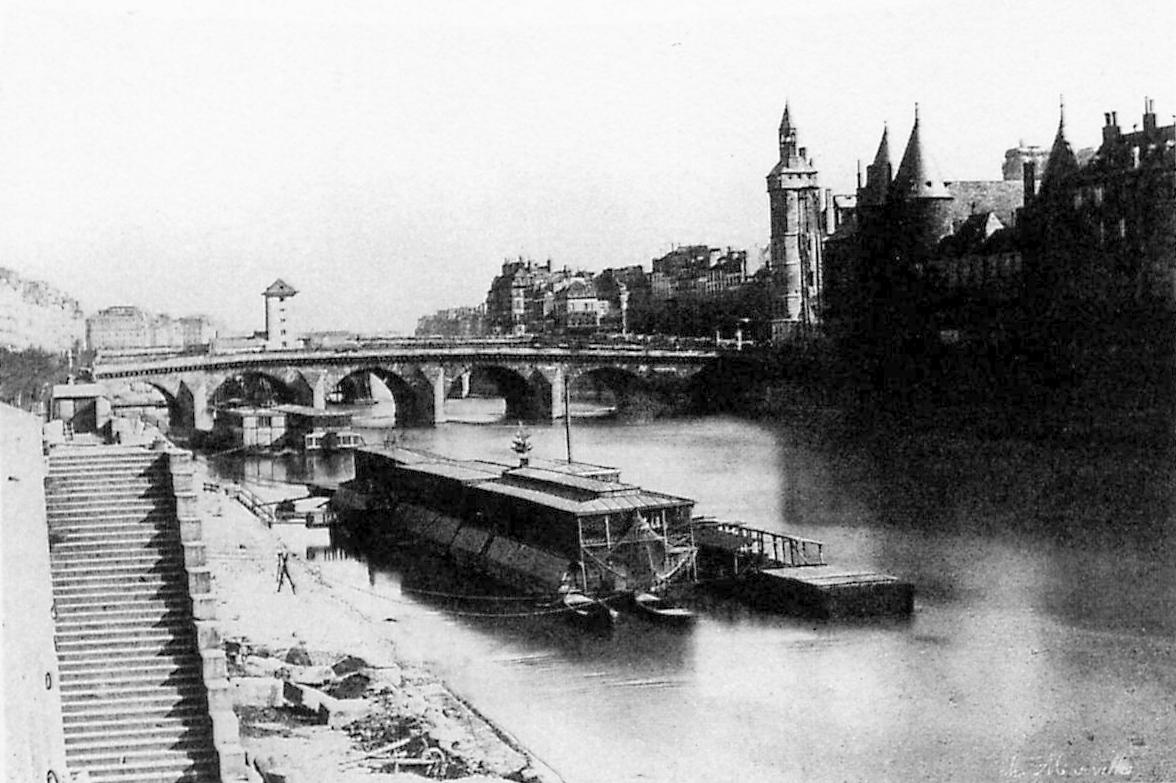
Bateau-lavoir sur la Seine.
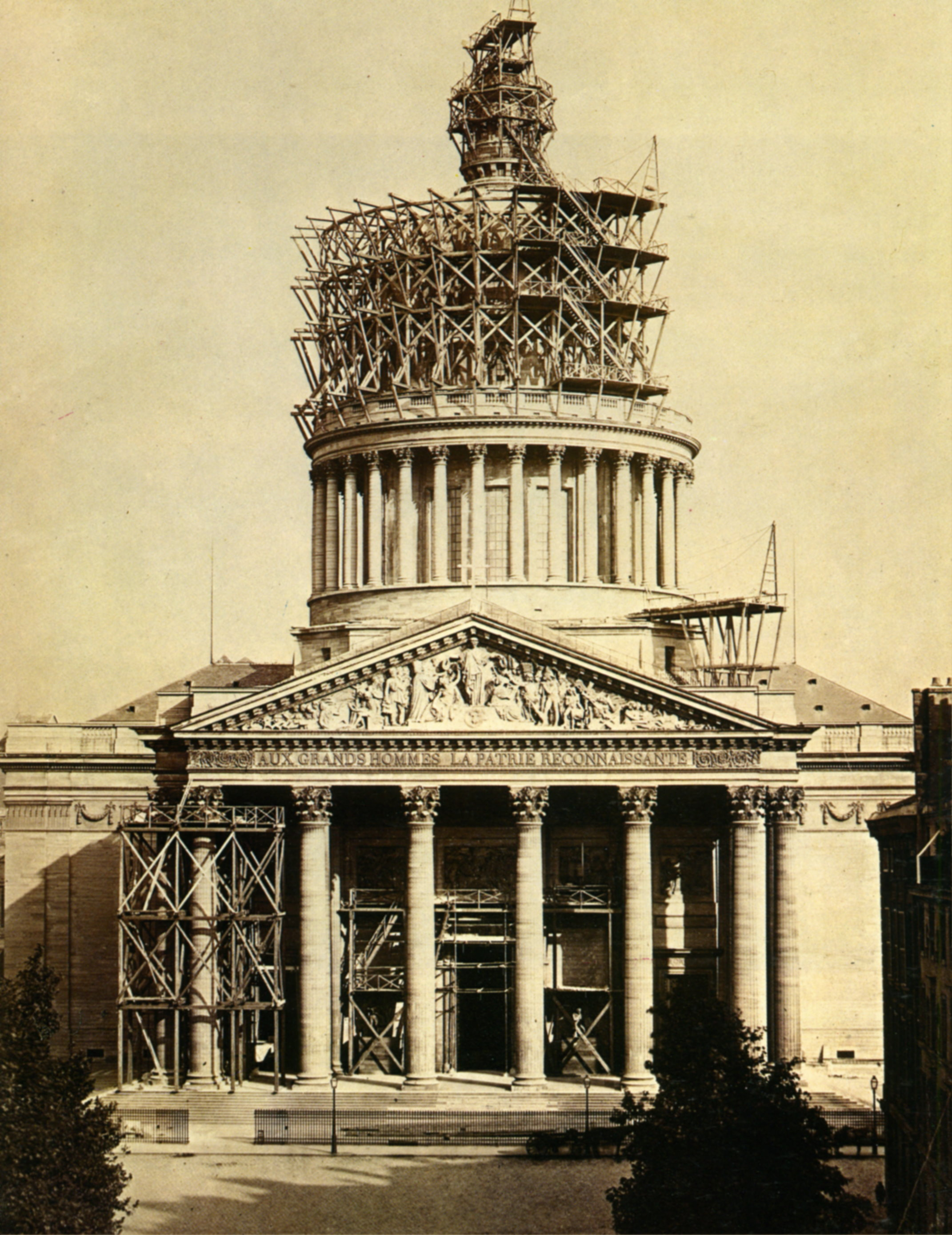
Le Panthéon en réparation 1868-1871.

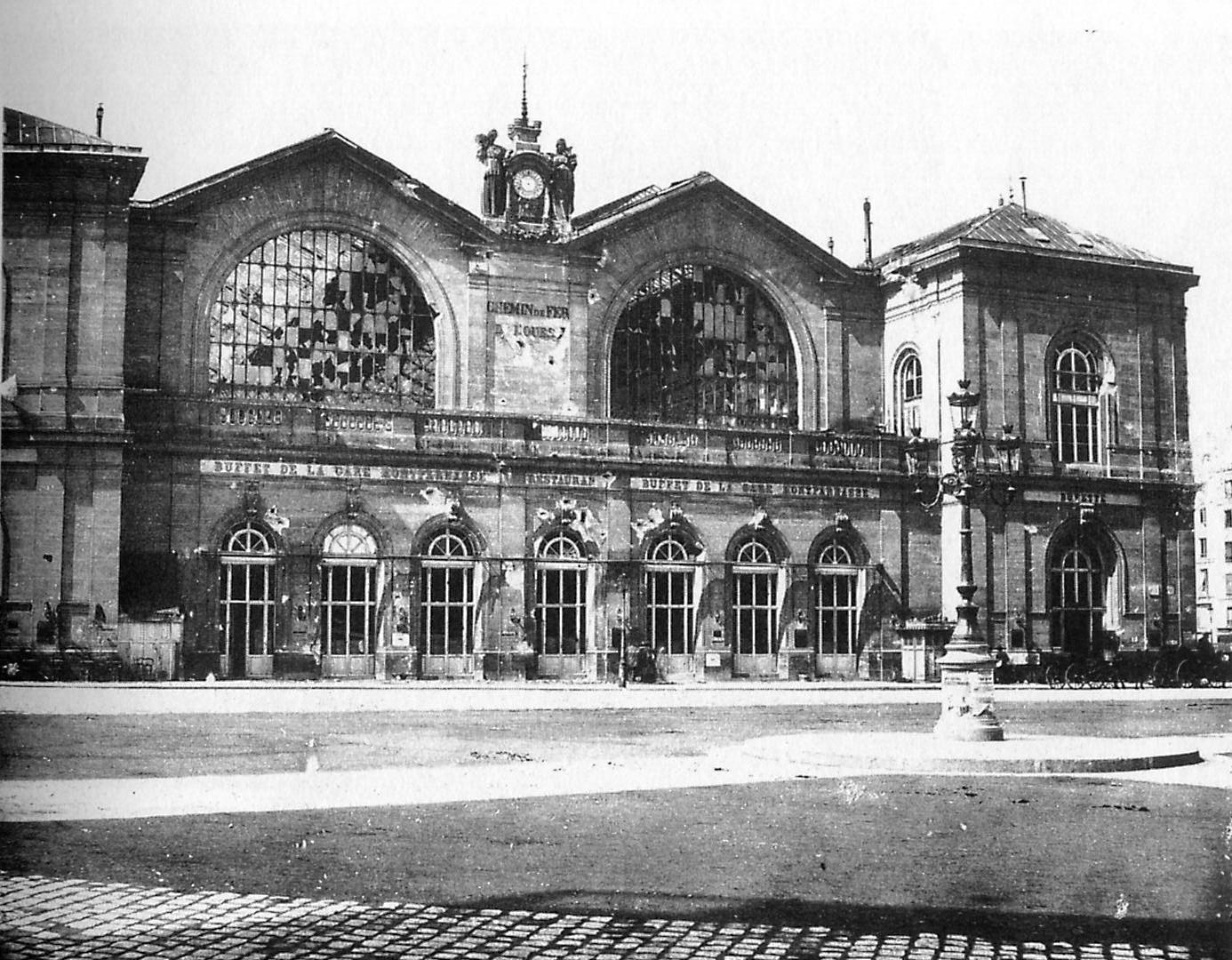
Gare Montparnasse, vers 1871.
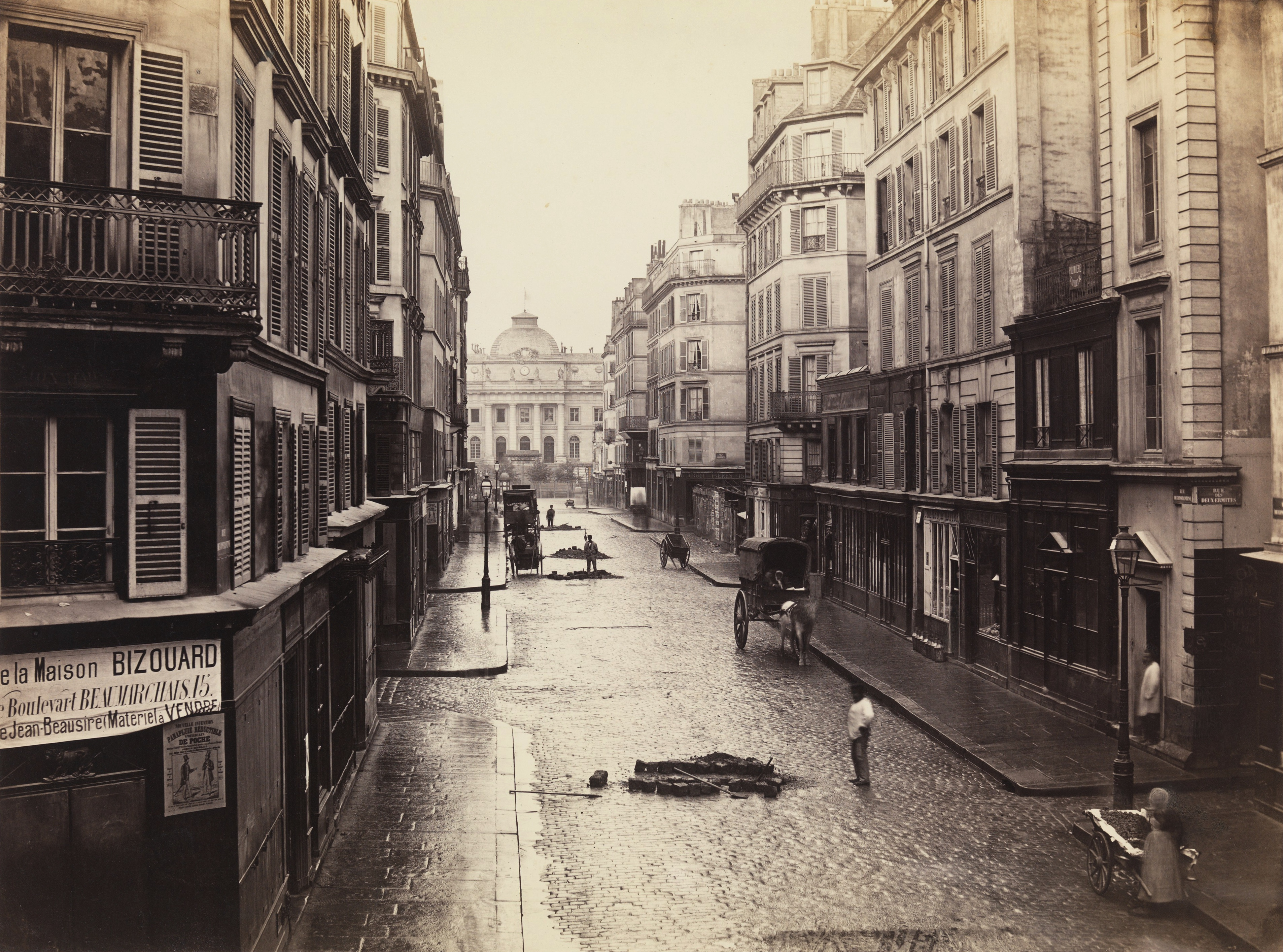
La rue de Constantine de l'île de la Cité (aujourd’hui rue de Lutèce) vers 1865, Metropolitan Museum of Art, New York.
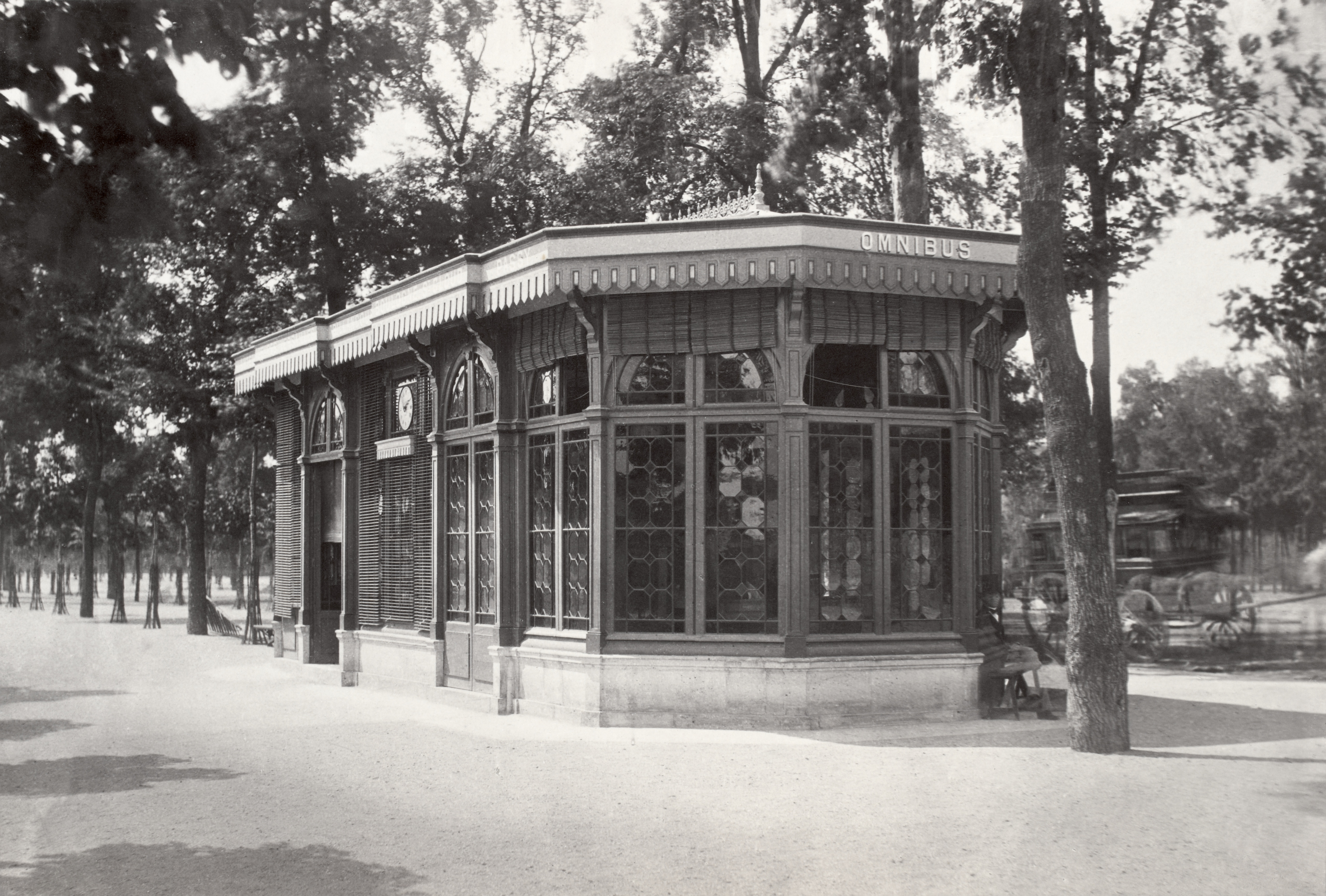
Kiosque de la Compagnie générale des omnibus, place de la Concorde, vers 1865, Bibliothèque d'État du Victoria, Melbourne.

## Expositions
- 21 novembre 1980 — 31 janvier 1981 : Charles Marville photographe de Paris de 1851 à 1879, Bibliothèque historique de la ville de Paris[9].
- 13 mai - 26 juin 1981 : Charles Marville : photographs of Paris at the time of the Second Empire, French Institute Alliance Française, New York

puis : 1er juillet - 16 août 1981 Yale University Art Gallery, New Haven ; 4 septembre - 18 octobre 1981, Wellesley College Museum, Wellesley.
- 19 novembre 1994 - 29 janvier 1995 : Charles Marville en son temps, Bibliothèque historique de la ville de Paris, dans le cadre du Mois de la photo[11],[12].
- 29 janvier — 4 mai 2014 : Charles Marville: Photographer of Paris, Metropolitan Museum of Art, New York[13],[14].

## Collections publiques
- Cité de l'architecture et du patrimoine, Paris, fonds Geoffroy-Dechaume : Portrait d'Eugène Viollet-le-Duc, 1860, épreuve sur papier albuminé.
- Bibliothèque historique de la ville de Paris[15].
- Musée Carnavalet, Paris.